# جيمس أف. هينكل
جيمس فيلدينغ هينكل (بالإنجليزية: James Fielding Hinkle)‏ (‏ 20 أكتوبر 1864 - 26 مارس 1951) هو سياسي أمريكي ينتمي إلى الحزب الديمقراطي وكان الحاكم رقم 6 لولاية نيومكسيكو.

## نشأته
ولد جيمس فيلدينغ هينكل في 20 تشرين الاول - أكتوبر من سنة 1864 في مقاطعة فرانكلين بولاية ميسوري. تخرج هينكل من جامعة ميسوري. في عام 1885 انتقل هينكل إلى ولاية نيومكسيكو أنشأ عملا تجاريا ناجحا هناك.

## حياته السياسية
شغل جيمس فيلدينغ هينكل عضوا في مجلس مقاطعة لينكولن المفوضين ما بين عامي 1891 إلى عام 1893 وخدم هينكل أيضا في مجلس النواب لولاية نيومكسيكو من عام 1893 إلى عام 1896. وشغل هينكل رئيسا لبلدية روزويل من عام 1904 إلى عام 1906. وشغل جيمس فيلدينغ هينكل عضوا في محلس شيوخ ولاية نيومكسيكو من عام 1912 إلى عام 1917. انتخب جيمس فيلدينغ هينكل حاكما على ولاية نيومكسيكو عن طريق التصويت الشعبي في 7 تشرين الثاني من سنة 1922 وشغل هينكل المنصب رسميا في 1 كانون الثاني من سنة 1923 واستمر هينكل في شغل منصب حاكم على ولاية نيومكسيكو إلى 1 كانون الثاني من سنة 1925.

## وفاته
توفي جيمس فيلدينغ هينكل في 26 أذار - مارس من سنة 1951 في مدينة روزويل بولاية نيومكسيكو.